# Церковь Святого Духа (Оутокумпу)
Церковь Сошествия Святого Духа (фин. Pyhän Hengen kirkko) — православная церковь, расположенная в городе Оутокумпу, Северная Карелия, Финляндия.
Относится к Константинопольской православной церкви.

## История
После окончания Второй мировой войны в районе Оутокумпу были размещены сотни переселенцев с потерянных карельских территорий. Было решено построить православную часовню по проекту архитектора Ууно Корхонена, которая напоминала бы переселенцам о сгоревшей церкви в Кителя поселения Импилахти.
Традиционная часовня в карельском стиле была открыта архиепископом Германом 7 июня 1954 года. Часовня была освящена как церковь в 1984 году тогдашним епископом Йоэнсуу Тихоном. На первом этаже церкви находится приходской зал примерно на 50 мест.